# Dalma
Dalma  è un nome proprio di persona ungherese femminile.

## Origine e diffusione
Si tratta di un nome di origine letteraria, creato dal poeta ungherese Mihály Vörösmarty nel XIX secolo, basandolo sul vocabolo dal, cioè "canzone"; in principio era usato come nome maschile, ma a partire dagli anni 1850 ha preso piede maggiormente il suo uso al femminile.

## Onomastico
Non esistono sante che portano questo nome, che quindi è adespota. L'onomastico può essere festeggiato in occasione di Ognissanti, il 1º novembre.

## Persone
- Dalma Gálfi, tennista ungherese
- Dalma Iványi, cestista ungherese